# What a Man (Film)
What a Man (deutsch: „Was für ein Mann“) ist eine deutsche Filmkomödie von und mit Matthias Schweighöfer aus dem Jahr 2011. Die Produktion basiert auf einem gemeinsamen Drehbuch Schweighöfers und des Autors Doron Wisotzky und handelt von dem 30-jährigen Frankfurter Lehrer Alex Nowak, dargestellt von Schweighöfer, der von seiner langjährigen Freundin Carolin für eine Affäre verlassen wird und daraufhin beginnt, seine eigene Männlichkeit in Frage zu stellen. In weiteren Rollen traten unter anderem Sibel Kekilli, Mavie Hörbiger, Elyas M’Barek, Thomas Kretschmann, Nora Jokhosha, Pasquale Aleardi, Lilay Huser, René Finn, Milan Peschel vor die Kamera.
Der Spielfilm wurde von Fox International Productions und Pantaleon Films produziert und zwischen September und November 2010 in Frankfurt, Offenbach und Düsseldorf gedreht. Schweighöfer trat erstmals nicht nur als Hauptdarsteller, sondern auch als Autor, Produzent und Regisseur in Erscheinung. Die Komödie wurde am 25. August 2011 in Deutschland freigegeben, wo der Film auf gemischte Kritiken stieß. Mit rund 1,8 Millionen Besuchern allein in Deutschland sowie einem Gesamteinspielergebnis von 12,5 Millionen Euro avancierte What a Man hinter Kokowääh zur zweiterfolgreichsten deutschen Filmproduktion des Kinojahres 2011. Schweighöfer wurde für den Film mit dem Hessischen Filmpreis ausgezeichnet; der Film selbst erhielt 2012 den Jupiter-Preis in der Kategorie „Bester deutscher Film“.

## Handlung
Als der 30-jährige Alex Novak von seiner dominanten Model-Freundin Carolin für eine Affäre mit dem benachbarten Fotografen Jens nach langjähriger Beziehung verlassen und aus der gemeinsamen Frankfurter Wohnung geworfen wird, bricht für den Grundschullehrer eine Welt zusammen. Trost suchend findet er Unterschlupf bei seiner guten Freundin Nele, einer Tierschutz-Aktivistin, die glaubt, in ihrer Fernbeziehung mit dem in China lebenden Franzosen Etienne endlich ihr Glück gefunden zu haben.
Von einer Sinnkrise und seinem Kumpel Okke angetrieben, entschließt sich Alex dazu, den Ursachen für das Scheitern seiner Beziehung auf den Grund zu gehen. Er begibt sich folgerichtig auf die turbulente Suche nach der Antwort auf die Frage „Wann ist ein Mann ein Mann?“. Dabei absolviert er so einige Macho-Kurse und betätigt sich sogar als Holzfäller. Dennoch bleibt er der einfühlsame Alex, lernt allerdings, dass es nicht die „männliche Härte“ ist, die „einen Mann“ ausmacht, sondern zu wissen was man will und danach zu handeln.
Am Ende entdecken Nele und Alex, die seit der Grundschule befreundet sind, die Liebe füreinander, die sie sich allerdings erst nach einigen Höhen und Tiefen eingestehen.

## Hintergrund

### Entstehung
Das Drehbuch zu What a Man beruht teilweise auf Schweighöfers eigenen Erlebnissen. Die Grundidee für den Film entwickelte er zusammen mit dem Münchner Drehbuchautor Michael Gutmann, der ihm wiederum seinen Bekannten Doron Wisotzky als Drehbuchautor empfohlen hatte. Beim Schreiben des eigentlichen Skripts habe sich Schweighöfer dann mit Wisotzky zusammengesetzt und gesagt: „Hau mal deine Beziehung auf den Tisch, ich hau meine auf den Tisch.“ Innerhalb von nur zwei Tagen erarbeiteten Wisotzky und er ein Drehbuch, das „autobiografische Züge [und] zusammengewürfelte Storys“ der beiden Beteiligten sowie berichtete Erfahrungen von Freunden zu einem zusammenhängenden Erzählstrang verband. Schweighöfer räumte ein, dass so unter anderem zwei Ex-Beziehungen in den Film eingeflossen seien und auch die Szene, in der sich der Charakter der Carolin beim Sex die Rippe prellt, auf eigenen Erlebnissen basiere. Den Humor des Films charakterisierte Schweighöfer als „etwas absurder“ im Vergleich zu früheren Komödien, an denen er beteiligt gewesen war. Zugleich entgegnete er jedoch auch, dass What a Man Szenen bereithalte, die sowohl zum Lachen als auch zum Weinen anrührten.
Ursprünglich hatte Schweighöfer einen ganz anderen Stoff als erstes Projekt seiner eigenen Produktionsfirma umsetzen wollen, sich nach Abwägung der zu erwartenden Produktionskosten jedoch für eine günstigere „leichte Komödie“ entschieden. Obwohl zunächst gar nicht als Regisseur angedacht, sei schließlich gemeinschaftlich beschlossen worden, What a Man zu Schweighöfers Regiedebüt zu machen.

### Produktion

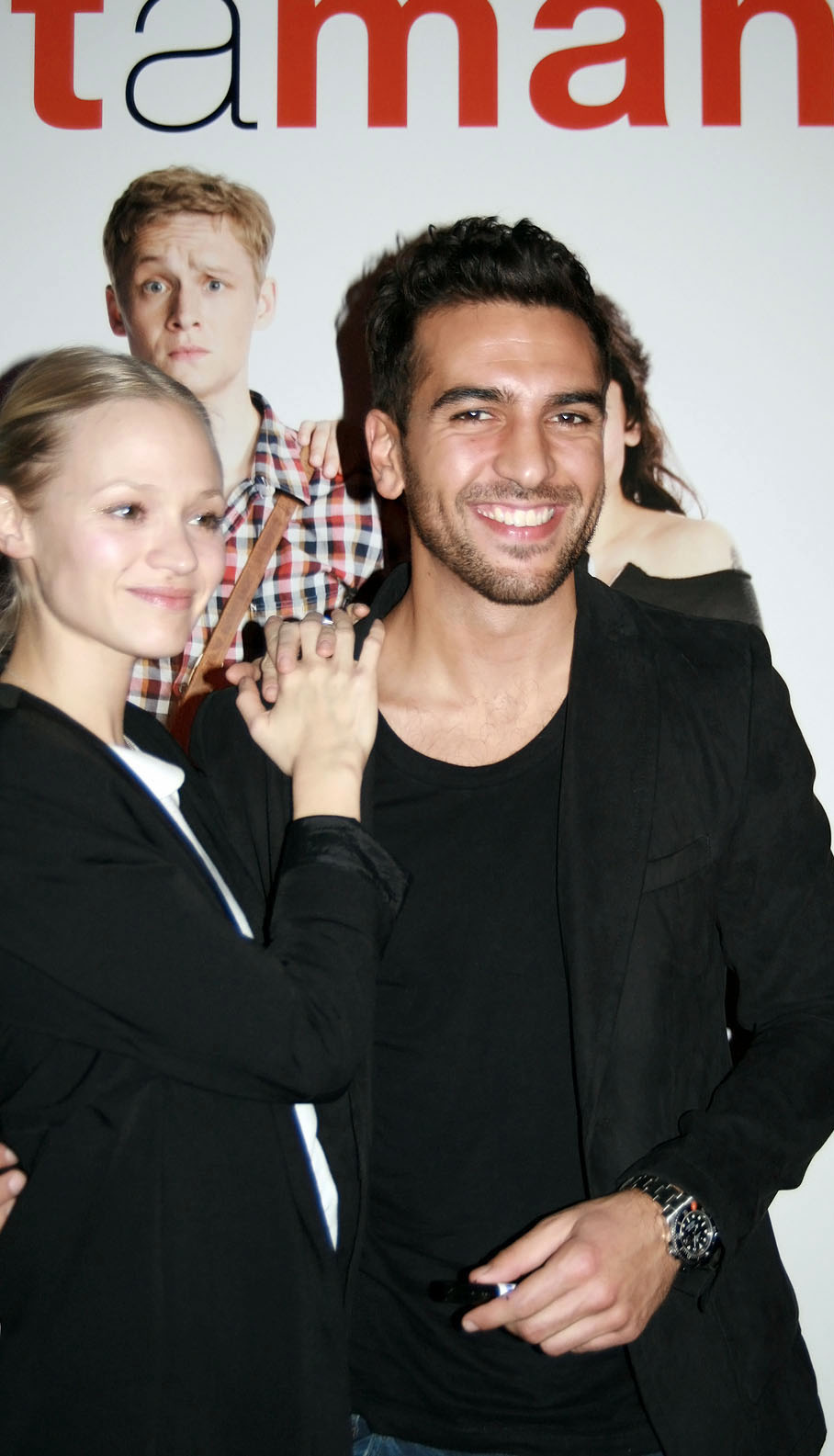
Mavie Hörbiger und Elyas M’Barek bei der Österreichpremiere des Films

Die Dreharbeiten zu What a Man umfassten 34 Tage und wurden am 21. September 2010 in Frankfurt am Main aufgenommen. Als Kulisse dienten unter anderem der Eiserne Steg, der Opernplatz vor der Alten Oper, der Schweizer Platz, die Frankfurter Eissporthalle, der Palmengarten, das Museumsufer, die Schillerschule im Stadtteil Sachsenhausen sowie Teile des Bankenviertels, die King Kamehameha Suite und weitere Orte in der näheren Umgebung, darunter Offenbach und der Friedberger Wald. Der Nachdreh der Flugzeug-Sequenzen fand im November 2010 im Air-Berlin-Hangar in Düsseldorf statt. Die Fluggesellschaft stellte der Produktion für die Aufnahmen eigens einen Airbus des Typs A330 zur Verfügung.
Produziert wurde der Film von Fox International Productions und Pantaleon Films, der Produktionsfirma von Matthias Schweighöfer und Marco Beckmann, die sie im Vorfeld der Produktion im Frankfurter Bahnhofsviertel gegründet hatten. Schweighöfer begründete seine Entscheidung, die Rahmenhandlung des Films in die Mainmetropole zu verlegen, damit, dass die Stadt „irre fotogen“ und im Gegensatz zu Berlin, Hamburg, München oder Köln unbekannter und nicht bereits vielfach fotografiert sei. Die Produktionskosten des Films beliefen sich auf rund 1,6 Millionen Euro.  Die Hessische Filmförderung unterstützte das Projekt mit 500.000 Euro. Die Filmförderungsanstalt steuerte 380.000 Euro zur Produktions- und Verleihförderung bei, der Deutsche Filmförderfonds knapp 450.000 Euro.
Die Hauptbesetzung neben Schweighöfer ging aus dem Castingprozess im Vorfeld der Produktion hervor. Mavie Hörbiger, die zunächst für eine andere Rolle angedacht war, gelang es, Schweighöfer bei einer Leseprobe davon zu überzeugen, sie in der Rolle der Carolin zu casten. Elyas M’Bareks Charakter des Okke erforderte wiederum die Besetzung mit einem Schauspieler mit Migrationshintergrund. Schweighöfer begründete M’Bareks Engagement unter anderem mit dessen komödiantischen Fähigkeiten. Sibel Kekilli hatte nicht an der ersten Castingrunde für What a Man teilnehmen können, überzeugte jedoch in einem zweiten Durchlauf mit ihrer „Stärke“, die laut Schweighöfer einen passenden Gegensatz zu Hörbiger darstellte. Die Schauspielerin begrüßte die Chance, nach einer Reihe von Dramen erstmals in einer Komödie spielen zu können. Des Weiteren sind Nora Tschirner und Silbermond-Schlagzeuger Andreas Nowak in Cameo-Auftritten zu sehen.

## Filmmusik
Für die Auswahl der musikalischen Untermalung des Films zeigte sich Schweighöfer ebenfalls vornehmlich selbst verantwortlich. So wurde der Soundtrack, welcher am 26. August 2011 erschien, unter anderem von seiner eigenen Plattensammlung inspiriert. Sänger Philipp Poisel steuerte für den Film die am 23. September 2011 veröffentlichte Ballade Eiserner Steg bei. Lena Meyer-Landrut, die Schweighöfer bei gemeinsamen Synchronisationsarbeiten für den Animationsfilm Sammys Abenteuer im Jahr 2010 kennengelernt hatte, sang für What a Man eigens den gleichnamigen Linda-Lyndell-Klassiker aus dem Jahr 1968 neu ein. Schweighöfer und Milan Peschel waren im zugehörigen Musikvideo in Gastrollen zu sehen. Mattafix-Mitglied Marlon Roudettes Lied New Age, das bereits im Vorfeld veröffentlicht worden war, erreichte nach Veröffentlichung des Films unmittelbar Platz 1 der deutschen Singlecharts.

### Soundtrack
| Nr. | Titel              | Interpret                            | Länge |
| --- | ------------------ | ------------------------------------ | ----- |
| 1.  | What a Man         | Lena                                 | 2:56  |
| 2.  | New Age            | Marlon Roudette                      | 3:15  |
| 3.  | Eiserner Steg      | Philipp Poisel                       | 4:15  |
| 4.  | Big Jet Plane      | Angus & Julia Stone                  | 3:45  |
| 5.  | Miss You           | Adiam Dymott                         | 2:53  |
| 6.  | So This Is Goodbye | William Fitzsimmons                  | 5:06  |
| 7.  | The Great Escape   | Patrick Watson                       | 3:10  |
| 8.  | Two By Two         | Animal Kingdom                       | 5:06  |
| 9.  | Wrong Directions   | Martin and James                     | 3:22  |
| 10. | Happiness          | Jonathan Jeremiah                    | 3:02  |
| 11. | Mon Amour          | Ben l’Oncle Soul                     | 3:52  |
| 12. | Get Up             | Barcelona                            | 4:02  |
| 13. | Isyankar           | Mustafa Sandal (featuring Gentleman) | 3:52  |
| 14. | Night Falls        | Booka Shade                          | 5:20  |
| 15. | Timmy Wears Prada  | Timothy                              | 3:23  |
| 16. | Whatta Man         | Salt-N-Pepa (featuring En Vogue)     | 3:35  |

## Kritik
„Schweighöfer widersteht der Versuchung, sein Publikum zu sehr auf das Ergebnis des Films zu drängen, lässt der Geschichte Zeit, sich zu entwickeln und macht sein Debüt somit besonders sympathisch“, urteilte Mira Wild von der FAZ. Schweighöfer animiere „den Zuschauer zum Mitdenken, die raffinierten Zusammenhänge offenbaren sich nur dem aufmerksamen Zuschauer [...] Der Regisseur selbst meistert seine Rolle als tollpatschiger Trottel Alex mit Bravour. Aber auch die Auswahl der anderen Darsteller ist geglückt […] Kekillis Komödien-Debüt ist hingegen nur mittelmäßig erfolgreich: Einige Witze nimmt man ihr nicht ab, dafür glänzt sie in ihren Szenen als nachdenkliche Naturschützerin.“
„Schweighöfer nutzt seine Solonummer für einen seiner persönlichsten Filme. In dem er sich, und das macht sein Debüt so interessant, munter über sich selber lustig macht“, urteilte Peter Zander in der Berliner Morgenpost. „Schweighöfer hat für sein Regiedebüt all seine Freunde und Weggefährten um sich geschart, und alle kamen selbst für kleinste Auftritte. Kekilli empfiehlt sich hier nachweislich als Komödiendarstellerin. Und Schweighöfer als so souveräner wie augenzwinkernder Regisseur. Von so viel Mut zur Selbstironie könnte sich auch Til Schweiger noch eine gute Scheibe abschneiden.“
Spiegel-Rezensentin Daniela Zinser befand, dass die „Macho-Klamotte dank toller Schauspieler besser als befürchtet“ ausfiele: „Viel Klischee ist da, mancher Witz ist zu viel, und dass es trotzdem nicht öd' wird, dafür sorgen die tollen Schauspieler, die offensichtlich viel Spaß haben [...] Es gibt hübsche Rückblenden, rührende Weisheiten, und Frankfurt am Main ist endlich mal schicke und durchaus romantiktaugliche Filmkulisse. Zwischendurch ist Platz für Gefühle, auch wenn da die Filmmusik etwas übertreibt.  Alles in allem bleibt dann doch wenig Grund zu gähnen. Der Zuschauer wird gut unterhalten – auch keine schlechte Männer-Kompetenz“.
Nach Meinung von Lars-Christian Daniels von Filmstarts erweise sich „Schweighöfers Regiedebüt […] als überraschungsarme Komödie, die sich qualitativ im unteren Drittel seiner Filmografie einreiht.“ Daniels lobte die Darstellung der Besetzung, empfand jedoch vor allem die „geringe Trefferquote der Gags und konventionelle Dramaturgie, die sich vor allem in der zweiten Filmhälfte bereitwillig den ungeschriebenen Gesetzen der klassischen romantischen Komödie unterwirft“, als Schwachpunkte des Films.
Rainer Gansera von epd Film schrieb, dass Schweighöfer mit seinem Regiedebüt „auf die Nase“ falle und What a Man „richtig platt und peinlich“ sei. Die Produktion sei „die filmische Definition krassester Misogynie. Keine deutsche Komödie der letzten zwanzig Jahre bot eine Galerie derart dummer, abstoßender, geradezu widerwärtiger Frauenfiguren.“ Besonders schmerzhaft sei es, „dabei zusehen zu müssen, wie sich Schweighöfer in schlecht getimten, an den Haaren herbeigezogenen Slapsticknummern zum Affen macht. Die Zeichnung der Milieus bleibt plakativ und ohne Glaubwürdigkeit“. Einzig Sibel Kekilli sei die „leuchtende Ausnahme als einziges nettes Frauenwesen“.

## Erfolg

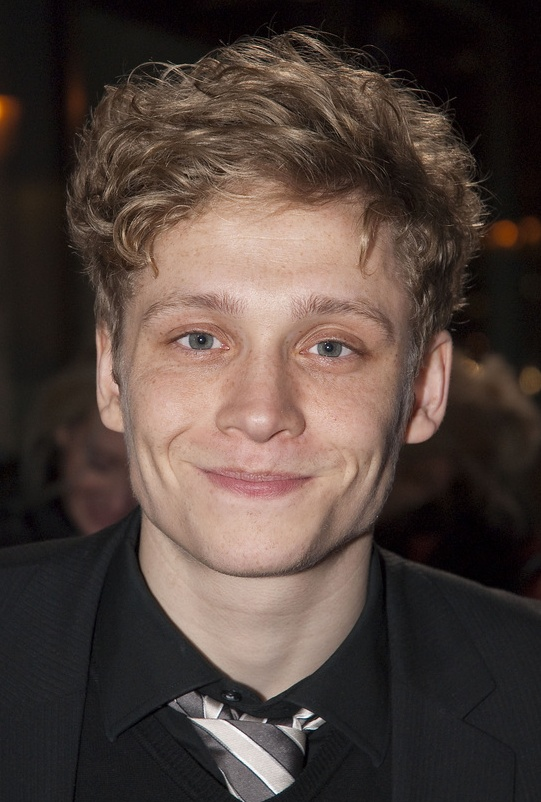
Matthias Schweighöfer erhielt 2011 beim Hessischen Filmpreis für sein Werk einen Sonderpreis

Der Film feierte am 10. August 2011 im Cinestar-Kino des Sony Centers in Berlin Premiere. Die Freigabe der Produktion zur öffentlichen Vorführung erfolgte schließlich am 25. August 2011. Presseberichten zufolge zählte die Produktion bereits nach Ende des ersten Vorführwochenendes 340.000 Besucher in 353 Kinos und erreichte damit unmittelbar, noch vor Die Schlümpfe und Final Destination 5, die Spitze der deutschen Kinocharts. What a Man gelang damit nach Til Schweigers Kokowääh der zweitbeste Start eines deutschen Films 2011 sowie der erfolgreichste Start eines deutschen Films im Verleih der Fox überhaupt.
Um seine Wettschulden einzulösen, lief Schweighöfer am 1. September 2011 in Boxershorts durch das Brandenburger Tor in Berlin, nachdem er vor Filmveröffentlichung – im Scherz – auf Facebook versprochen hatte, er renne in Unterwäsche durch das Baudenkmal, falls der Film am ersten Wochenende mehr als 400.000 Besucher verbuchen könne. Laut Medienberichten hatte What a Man bis einschließlich Montag 423.753 Zuschauer in die Kinos locken können. Als dritter deutschsprachiger Film überschritt What a Man am dritten Auswertungswochenende die 1-Million-Besucher-Grenze. Insgesamt sahen den Film bis Jahresende mehr als 1,78 Millionen Kinobesucher. Das Gesamteinspielergebnis in Deutschland betrug 12,5 Millionen Euro. Der Film belegte damit Platz 15 der deutschen Kinojahrescharts 2011 und rangiert hinter Til Schweigers Kokowääh auf Platz zwei der erfolgreichsten deutschen Produktionen des Jahres.
Die Free-TV-Premiere des Films fand am 5. November 2013 auf Sat.1 statt. Mit 1,84 Millionen Zuschauern in der werberelevanten Zielgruppe der 14- bis 49-Jährigen und 15,7 % Marktanteil sicherte sich What a Man an diesem Tag die Marktführerschaft in der Hauptsendezeit. Insgesamt sahen den Film 2,98 Millionen Zuschauer.

## Auszeichnungen
Bereits zwei Monate nach Veröffentlichung des Films wurde Schweighöfer mit einem Sonderpreis des Hessischen Filmpreises bedacht. Die Laudatio auf die undotierte Auszeichnung hielt Darstellerin Mavie Hörbiger. Anfang 2012 gelangte Hörbiger aufgrund ihrer Einzelleistungen in die Vorauswahl zum Deutschen Filmpreis 2012. Im März des Jahres verlieh die deutsche Zeitschrift Cinema What a Man den Publikumsfilmpreis Jupiter in der Kategorie „Bester deutscher Film“, nachdem die Komödie von den Lesern der Publikation zum Spitzenreiter gewählt worden war.